# Tinka Easton
Tinka Easton (15 de junio de 1996) es una deportista australiana que compite en judo.
Ganó una medalla de oro en el Campeonato de Oceanía de Judo de 2017 y tres medallas de bronce en el Campeonato Panamericano y de Oceanía de Judo entre los años 2022 y 2025.

## Palmarés internacional
| Campeonato de Oceanía                | Campeonato de Oceanía | Campeonato de Oceanía | Campeonato de Oceanía |
| Año                                  | Lugar                 | Medalla               | Categoría             |
| ------------------------------------ | --------------------- | --------------------- | --------------------- |
| 2017                                 | Nukualofa (Tonga)     | Medalla de oro        | –52 kg                |
| Campeonato Panamericano y de Oceanía |                       |                       |                       |
| Año                                  | Lugar                 | Medalla               | Categoría             |
| 2022                                 | Lima (Perú)           | Medalla de bronce     | –52 kg                |
| 2023                                 | Calgary (Canadá)      | Medalla de bronce     | –52 kg                |
| 2025                                 | Santiago (Chile)      | Medalla de bronce     | –57 kg                |